# Dalkeith palota

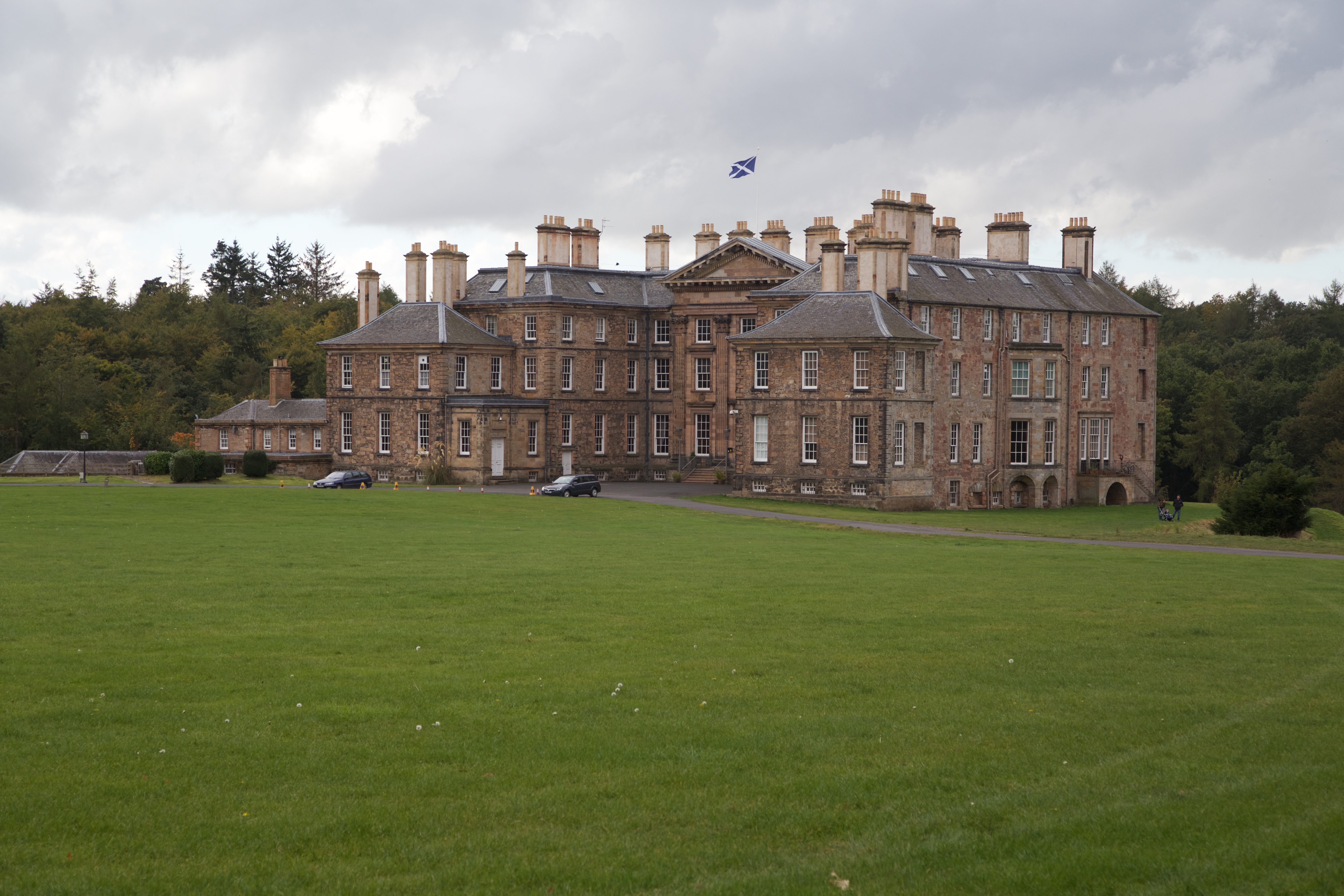
A kastély 2016-ban

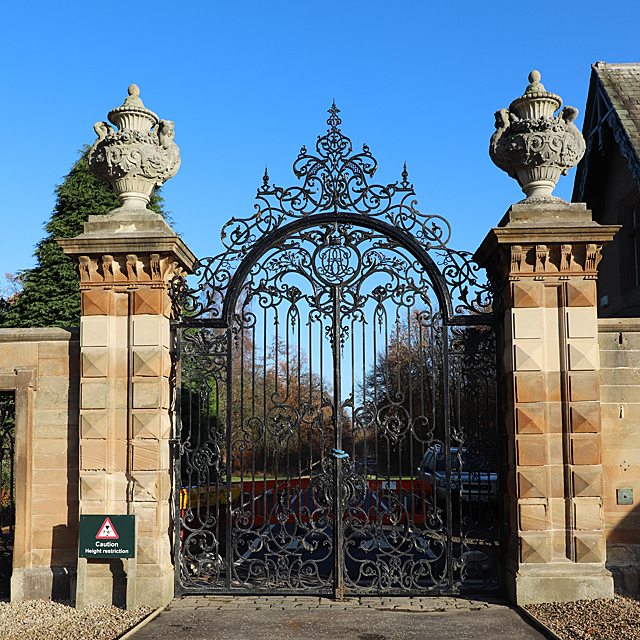
A királyi kapu

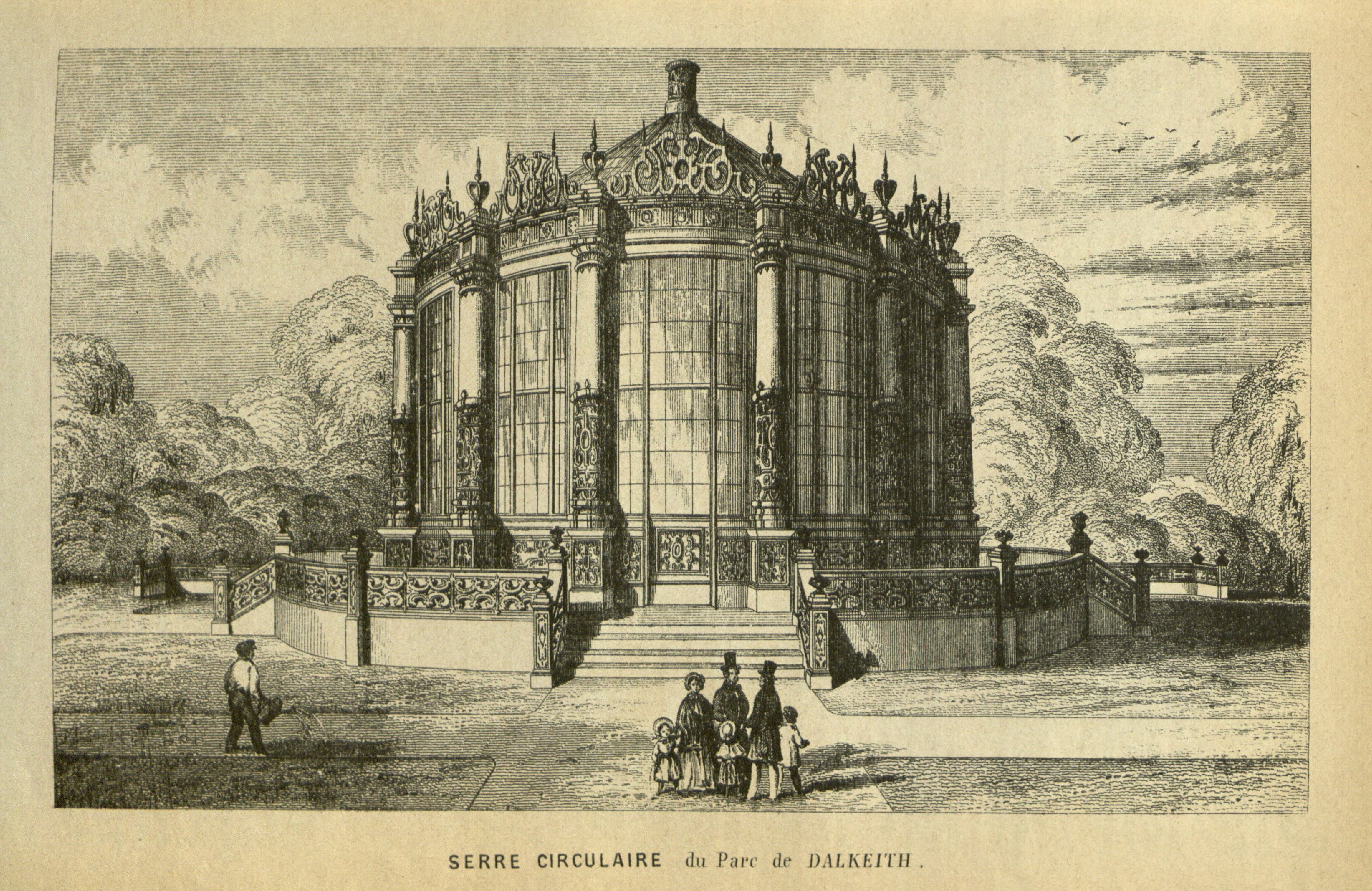
A kastély üvegháza. Louis van Houtte (1810–1876): Európa üvegházainak és kertjeinek növényvilága vagy a kontinensen vagy Angliában újonnan betelepített legritkább és legérdemesebb növények leírásai és ábrái... Louis van Houtte, szerkesztő, 1845-1880

A Dalkeith Palota a skóciai Midlothian megyében található. 1642 és 1914 között Buccleuch hercegeinek székhelye volt, jelenleg a Buccleuch Living Heritage Trust tulajdonában áll. A jelenlegi palota 1701–1711 között épült a középkori Dalkeith-kastély helyén.

## A vár
Dalkeith kisváros Edinburgh-tól dél-keletre, az Edinburg-ot elkerülő autópálya gyűrű mellett. A Dalkeith kastély a kisvárostól északkeletre fekszik. A helyén a XII. században a Graham klán, Dalkeith urai, kezdtek építkezésbe. John de Graham 1341–1342-ben bekövetkezett halálával a vár a Douglas klánhoz került. A vár stratégiailag jó, könnyen védhető helyen volt az Esk folyó kanyarulata fölött.
 IV. Jakab skót király menyasszonya, Tudor Margit a Dalkeith várában szállt meg Morton grófjának vendégeként 1503-ban. 1543-ban James Hamilton Arran 2. grófja vezetésével Beaton bíborost fogolyként őrizték itt. Az angol-skót háborúskodás során az angol csapatok elfoglalták a várat. A visszafoglálása után 1574-ben James Douglas, Morton 4. grófja, az ország régense adott parancsot a vár bővítésére, amely 1579-re készült el, így itt (is) ünnepelhette VI. Jakab nagykorúságát. A király és felesége,  Anna gyakran vendégeskedett a várban. Ennek is köszönhetően felújították a sörfőzdét, a kapukat és a felvonóhidat.
Amikor I. Károly angol király 1633-ban Vilmos, Morton hetedik grófja vendége volt, a királynak annyira megtetszett a hely, hogy megvásárolta a birtokot. A várat még jobban megerősítették, további felvonóhidat és extra védműveket építettek. Az angol-skót-ír királyságok háborúja miatt I. Károly nem tudta befejezni Dalkeith megvásárlását, a várat végül visszaadták Morton grófjának. Aki 1642-ben eladta Dalkeith várát Francis Scottnak, Buccleuch 2. grófjának. Amikor lánya Monmouth és Buccleuch hercegnője lett, megkérte James Smith építészt, hogy építse át a Dalkeith várat Orániai Vilmos hollandiai Het Loo palotája mintájára. Smith úgy döntött, hogy a régi vár toronyházának egy részét beépíti a kastély nyugati oldalába. A régi toronyfalak körvonala ma is látható a palota nyugati homlokzatán.

## A palota
Az építkezés egyenletes ütemben zajlott, és a palota nagy részét 1705 végére befedték. A londoni márványvágó, Richard Neale 1709 és 1711 között hatvannégy hetet töltött a palotában kilenc asszisztenssel, mire elkészült a fő lépcsőház megfaragásával. Számos márvány kéményt húztak fel, valamint elkészültek egy bonyolult faragású, Neptunuszt és Galateát ábrázoló márvány domborművel. Az építkezés nagy része 1711-re fejeződött be.
A palotakomplexum utolsó simításai közé tartozott egy kovácsoltvas paraván az előtér körül, rengeteg növény telepítése. Hosszú sugárutat alakítottak ki a parkon keresztül. A Dalkeith parkban ápolt fák és kertek területe volt, amely a későbbi években bekebelezte az Esk folyón átívelő Montagu-hidat, a Dalkeith Konzervatóriumot és egy füves amfiteátrumot. Amikor a végső számításokat elvégezték, megállapították, hogy a hercegnőnek a Dalkeith palota építése összesen 17 727 fontjába került.
A palota homokkőből épült, a főbejárata a déli fronton található, mindkét oldalán két korinthoszi pilaszter szegélyezi. Ezeket a mélységénél fogva szokatlan konzolos oromfal védi. A Dalkeith palota elrendezése abban az időben szokatlan volt, mivel a hivatalos lakás a földszinten kapott helyet, ami megakadályozta, hogy a központi nagy étkező a szokásos helyére kerüljön. Ennek megfelelően az első emeleten kapott helyet a nagy étkez, amely továbbra is alkalmas volt fontos ünnepségek lebonyolítására, egyben egy másik emeleti lakás előszobájaként is szolgált.
Buccleuch 5. hercege 1831-ben kisebb átalakításokat hajtott végre a környező birtok fejlesztésével együtt, beleértve a Duke's Chamberlain új házát és irodáit. Az 5. herceg számára a Szent Mária-templomot privát kápolnává építették át. A templomban található az egyike Skócia két vízhajtású orgonája közül.
Az angol és skót történelem számos ismert alakja vendégeskedett a palotában az elmúlt évszázadokban. Prince Bonnie Charlie két éjszakát töltött Dalkeithben 1745-ben, IV. György király inkább itt aludt az 1822-es edinburgh-i látogatása során a rossz állapotban lévő Holyroodhouse-palota helyett, ahogy Viktória királynő is így tett 1842-ben. A Dalkeith palotát 1899-ben és 1903-ban VII. Eduárd, 1907-ben és 1910-ben utóda, V. György látogatta meg. A második világháború alatt az 1. lengyel páncéloshadosztályhoz tartozó 3. Flandria lövészdandár lengyel csapatait 1942-től a Dalkeith-palota harmadik emeletén helyezték el, a palota harmadik emeleti tapétáján 2008-ban is láthatóak voltak még a katonák által rajzolt graffitik.

## A jelen
A Dalkeith palotát 1914 óta nem használja a Buccleuch család, 1920 óta a palota kertjeit és üvegházait kiadják. Az 1970-es években és az 1980-as évek elején a Dalkeith palotát az International Computers Ltd. (ICL) számítástechnikai cég kutatási és fejlesztési irodaként használta, a cég 1983-ig bérelte a palotát. 1985-től a Wisconsin–Madison Egyetem bérelte ki, félévente körülbelül 60-80 diák élt a palotában, ahol brit és amerikai oktatók is órákat adtak. A bérleti szerződés 2021 januárjában lejárt.

## Fordítás
Ez a szócikk részben vagy egészben  a   Dalkeith Palace című angol Wikipédia-szócikk ezen változatának fordításán alapul.  Az eredeti cikk szerkesztőit annak laptörténete sorolja fel. Ez a jelzés csupán a megfogalmazás eredetét és a szerzői jogokat jelzi, nem szolgál a cikkben szereplő információk forrásmegjelöléseként.